# Lago Achiri
Lago Achiri är en sjö i Bolivia.   Den ligger i departementet La Paz, i den västra delen av landet, 400 km nordväst om huvudstaden Sucre. Lago Achiri ligger 3 872 meter över havet. Arean är 2,8 kvadratkilometer. Den sträcker sig 2,0 kilometer i nord-sydlig riktning, och 1,3 kilometer i öst-västlig riktning.
Omgivningarna runt Lago Achiri är i huvudsak ett öppet busklandskap. Runt Lago Achiri är det mycket glesbefolkat, med 4 invånare per kvadratkilometer.